# Änkeman Jarl (film, 1945)
Änkeman Jarl är en svensk komedifilm från 1945 i regi av Sigurd Wallén. Wallén spelade även filmens huvudroll Jarl mot bland andra Dagmar Ebbesen, Arthur Fischer och Ingrid Backlin.

## Handling
Änkeman Jarl tänker gifta om sig med änkan Gustava. Jarls utflugna barn motsätter sig dock giftermålet av rädsla för att gå miste om arvet. Även träskomakare Mandus är negativ då han gärna vill ha Gustava för sig själv. På lysningen börjar Jarl och Gustava bråka om vem som ska betala bröllopet, vilket slutar med att förlovningen bryts och att Gustava återvänder hem till sig. Jarl fortsätter dock lysningsfesten med glatt humör och inser med detta att ingen kan ersätta hans tidigare hustru Kristina.

## Om filmen
Som förlaga låg pjäsen Änkeman Jarl av Vilhelm Moberg, vilken hade haft premiär på Kungliga Dramatiska Teatern i Stockholm 1940 och blivit en publiksuccé. Pjäsen omarbetades till filmmanus av Moberg och Wallén.
Inspelningen ägde rum mellan den 14 maj och 24 juli 1945 interiört i AB Europa Films studio i Sundbyberg och exteriört i Växjö och Tingsryd i Småland. Filmfotograf var Elner Åkesson. 
Erik Baumann och Nathan Görling komponerade originalmusiken till filmen som sedan klipptes av Wic' Kjellin och premiärvisades den 27 augusti 1945 på biograf Saga i Stockholm.
Filmen mottogs övervägande positivt i pressen.

## Rollista
- Sigurd Wallén - Andreas (Emil Johannes) Jarl, änkeman
- Dagmar Ebbesen – Gustava (Emilia Matilda Johanna Olivia) Hägg, änka
- Arthur Fischer – Mandus, träskomakare
- Ingrid Backlin – Ellen, servitris
- Sven Magnusson – Albert, Gustavas son, Ellens fästman, busschaufför
- Maritta Marke – Martina, Jarls dotter
- Carl Ström – handelsman
- Lisskulla Jobs – Hilma, Jarls dotter
- Eivor Landström – Karin, handelsmans dotter
- Rune Stylander – Edvin, Martinas fästman, målare

Ej krediterade
- Sigge Fürst – Olsson, fotografiförstoringsagent
- Birgitta Arman – Greta
- Eva Stiberg – Blenda
- Ragnar Falck – Vendlas Arvid
- Ingemar Holde – biträdet i handelsboden
- Axel Lagerberg – präst
- Lillie Wästfeldt – gumma i bussen
- Helge Karlsson – Kalle Karlsson, man på lysningskalaset
- Erik Forslund – man på lysningskalaset
- Helga Brofeldt – skvallerkäring
- Wilma Malmlöf – skvallerkäring
- Harry Essing – den nya busschauffören

Bortklippt
- Carl-Gunnar Wingård – gäst på Stjärnan